# British White
La British white est une race bovine britannique.

## Origine
Elle est issue du bétail blanc britannique très ancien. On trouve sa trace dès le XVIe siècle à Whalley abbey dans le Lancashire. Elle a servi a plusieurs familles à entretenir le parc de leur manoir au cours des siècles. Leur couleur était probablement un élément dans le choix pour sa beauté. Au XIXe siècle, les couleurs noires et rouges cohabitaient, selon la sélection opérée par chaque lord. De même, l'usage de taureaux d'autres races a été fait ponctuellement pour maîtriser la consanguinité. Il s'agit de races anglaises comme la devon ou la galloway.
Au début du XXe siècle, les éleveurs ont pris coutume d'échanger des reproducteurs pour limiter la consanguinité. Cette pratique a eu le double avantage de cesser les croisements et d'homogénéiser la morphologie de la race. Leur travail aboutit à la création du livre généalogique en 1918. Il regroupait sept troupeaux représentant 115 vaches et 16 taureaux. En 1973, la création de l'association de préservation des races rares (RBST=Rare Breed Survival Trust) a permis de relancer les races menacées. En 1997, l'effectif est stable avec 94 taureaux (8 en insémination artificielle) et 1250 vaches inscrits. 
Elle a été exportée en Australie et aux États-Unis. La semence de ses taureaux a été utilisée dans de nombreuses contrées pour son aptitude à transmettre les qualités bouchères et le caractère sans cornes. L'arrivée ancienne en Amérique n'est pas datée, mais 5 vaches et 1 taureau ont été envoyés aux États-Unis en 1940 sur ordre de Churchill pour sauvegarder la race face au danger dû à la guerre.

## Morphologie
Elle porte une robe blanche et des muqueuses noires. Les extrémités sont également noires : mufle, oreilles, tour des yeux, sabots. Elle ne porte pas de cornes. 
C'est une race de taille moyenne (128–140 cm) mais lourde: 500–700 kg pour les vaches et 800–1000 kg pour les taureaux.

## Aptitudes
C'est une race bouchère. Elle donne une viande tendre et savoureuse. Jusqu'aux années d'après guerre, elle donnait aussi entre 5 000 et 6 000 kg de lait riche en matière grasse. 
 La vache vêle facilement sans aide et élève bien son veau. Sa rusticité permet un élevage en plein air presque toute l'année. Elle supporte des températures entre −40 °C et 40 °C. C'est de plus une race sans corne et docile, donc les risques à la manipulation sont limités.
En croisement sur race laitière, les taureaux confèrent à leur descendance une couleur claire. Ainsi, les éleveurs laitiers prouvent à leur acheteur que le veau à un potentiel viande, dès huit jours, avant qu'il ne s'exprime pleinement.